# Rexhail Ismaili
Rexhail Ismaili (mac. Реџаиљ Исмаили; ur. 2 listopada 1966 w Slupczanem) – północnomacedoński polityk pochodzenia albańskiego, w latach 2016–2020 deputowany do Zgromadzenia Republiki Macedonii Północnej z ramienia Demokratycznego Związku na rzecz Integracji.